# Comté de Lamoille
Pour les articles homonymes, voir Lamoille.
Le comté de Lamoille est situé dans le nord de l'État américain du Vermont. La ville siège du comté est à Hyde Park. Selon le recensement de 2020, sa population est de 25 945 habitants.

## Géographie
La superficie du comté est de 1 201 km², dont 1 194 km² de terre. Ce comté est situé en altitude dans les Montagnes Vertes et est la source de nombreux cours d'eau. La rivière Lamoille avec ses nombreux affluents, donne au comté une importance hydraulique.

## Histoire du comté
Le comté est créé en 1836 par la Législature du Vermont. L'élévation en altitude du comté rend le sol plus adapté pour le pâturage que pour l'agriculture. En 1837, il y avait 28 677 moutons d'élevage dans le comté. Les exportations de bovins de boucherie sont plus importantes d'année en année.
En 2008, l’État du Vermont note que l'examen des dossiers de santé de 1995 à 2006 révèle que les résidents du comté, dans les 16 km environnants de l'ancienne mine d'amiante sur le mont Belvédère, ont des risques plus élevés que la normale de contracter l'amiantose. En avril 2009, le département de la santé du Vermont publie une étude révisée qui constate que l'ensemble des décès liés à la mine d'amiante ont été causés par une exposition professionnelle. Le rapport conclut également que les personnes vivant près de la mine n'ont aucun risque accru de maladie de l'amiante que les personnes vivant ailleurs dans le Vermont. Depuis le gouvernement fédéral américain continue à étudier ce problème de santé publique dans le comté.

## Démographie
- sources du graphique des recensements[4],[5],[6]:

## Politique fédérale
| Année | Démocrate   | Républicain |
| ----- | ----------- | ----------- |
| 2008  | 70,4% 8,914 | 28,4% 3,515 |
| 2004  | 62,7% 7,636 | 35,0% 4,260 |
| 2000  | 50,5% 5,676 | 39,6% 4,456 |

## Comtés adjacents
- Comté d'Orleans (nord-est)
- Comté de Caledonia (est)
- Comté de Washington (sud)
- Comté de Chittenden (ouest)
- Comté de Franklin (nord-ouest)